# Maurice Powicke
Frederick Maurice Powicke (1879-1963) est un historien médiéviste et un universitaire britannique.

## Biographie
Maurice Powicke naît en 1879 à Alnwick, dans le Northumberland, fils de Frederick James Powicke, pasteur d'une église congrégationaliste et historien du puritanisme du XVIIe siècle, et de Martha née Collyer. Il fait ses études secondaires à Stockport, puis s'inscrit au Owens College de Manchester, où il suit les cours de Thomas Tout. Il obtient un diplôme de Literae Humaniores en 1902 puis d'histoire en 1903, au Balliol College, d'Oxford. Il est assistant à l'université de Manchester de 1902 à 1905, puis occupe une fonction similaire à l'université de Liverpool en 1905-1906 et revient à Manchester. Il est nommé fellow au Merton College en 1908. Il est nommé professeur d'histoire moderne à l'université Queen's de Belfast, où il enseigne de 1909 à 1919, puis il est professeur d'histoire médiévale à l'université Victoria de Manchester de 1919 à 1928. Il est membre de la Chetham Society et siégea à son conseil de 1920 à 1933. Il donne les conférences Ford en histoire anglaise à Oxford en 1927. En 1928, il devint professeur Regius d'histoire moderne à Oxford et resta en poste jusqu'en 1947. Il est président de la Royal Historical Society de 1933 à 1937.
Powicke est l'auteur du volume The Thirteenth Century dans  la collection Oxford History of England.
Il meurt le 19 mai 1963 à l'infirmerie Radcliffe d'Oxford.

## Publications
- The Loss of Normandy 1189–1204: Studies in the History of the Angevin Empire (1913)[3]
- Bismarck and the Origin of the German Empire (1914)
- Ailred of Rievaulx and his biographer Walter Daniel (1922)[4]
- Stephen Langton (1927) Ford Lectures
- Gerald of Wales (1928)
- Historical Study at Oxford (1929) Inaugural lecture
- Robert Grosseteste and the Nicomachean Ethics (1930)
- Sir Henry Spelman and the 'Concilia'  (1930) Raleigh Lecture on History
- The Medieval Books of Merton College (1931)
- (dir.) Oxford Essays in Medieval History. Presented to Herbert Edward Salter (1934)
- The Christian Life in the Middle Ages (1935)
- (dir.) International Bibliography of Historical Sciences. Twelfth year (1937)
- History, Freedom and Religion (1938) Riddell Memorial Lectures
- Handbook of British Chronology (1939) editor
- Three Lectures (1947)
- King Henry III and the Lord Edward: the Community of the Realm in the Thirteenth Century (1947) 2 vol. (rééd. 1968)[5]
- Mediaeval England, 1066–1485 (1948)
- Ways of Medieval Life and Thought: Essays and Addresses (1949)
- (dir.) Walteri Danielis: Vita Ailredi Abbatis Rievall: The Life of Ailred of Rievaulx by Walter Daniel (1950)
- Oxford History of England – Thirteenth Century 1216 – 1307 (1953)
- The Reformation in England (1953)
- Modern Historians and the Study of History: Essays and Papers (1955)[6]

## Honneurs et distinctions
- 1927 : membre de la British Academy
- 1946 : Knight Bachelor
- Membre d'honneur de la Massachusetts Historical Society (1947) et de l'American Historical Association
- Docteur honoris causa de l'université de Cambridge, de St Andrews, de Glasgow, de Manchester, de Liverpool, de la Queen's University Belfast, de Londres, Harvard et Caen.